# Unciklopédia
Minden közösség annyira humoros, amennyire a tagjai azok.
Uncyclopedia, a hülyék Wikipédiája.

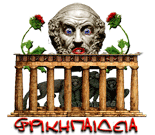
A görög Unciklopédia logója

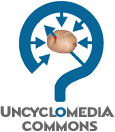
Uncyclopedia Commons logo

Az Unciklopédia (angolul: Uncyclopedia) wiki alapú weboldal, a Wikipédia szatirikus célú paródiája. Wikirendszerben kínál szatirikus és humoros témájú szócikkeket.

## Története

### Az Uncyclopedia
Az első ős-unciklopédia 2005. január 5-én Jonathan Huang vállalkozásaként indult.
Az Unciklopédia alapítása után gyorsan kinőtte a tárhelyét. 2005. május 26-án Angela Beesley, a Wikia, Inc. helyettes elnöke, bejelentette, hogy a Wikia fogja tárolni az Unciklopédiát, és az oldal licence és domain neve változatlan marad. Huang átvitte az uncyclopedia.org domain jogát a Wikia, Inc.-re 2006. július 10-én.
A projekt ugyanazt a tartalomszolgáltató motort, a MediaWikit használja, mint a Wikipédia, és a dizájnja kezdetben a megszólalásig hasonlított a Wikipédiáéra. Az Unciklopédia a Wikipédia paródiája, tartalma ennélfogva paródia, szatíra, blődli, humoreszk, vicc. A valódi információk helyett álinformációkat terjeszt humoros formában. Ennélfogva semmiképp sem szabad komolyan venni, csak élvezni. A honlap logója egy üreges burgonya, a Wikipédia gömb alakú logójának mintájára.
Az Unciklopédia tartalma Creative Commons Attribution-NonCommercial-ShareAlike 2.0 licencű. Mint minden más Wikia-oldal, ez a lap is ingyenesen, szabadon elérhető. 2007 áprilisában az angol Uncyclopedia 23000 feletti szócikket tartalmazott, ezáltal ez volt az egyik legnagyobb Wikia-wiki. 2010-ben az angol cikkek száma már elérte a 25000-et, ahol átlagosan kb. 200 felhasználó szerkeszt napi rendszerességgel.

### A magyar nyelvű Unciklopédia
A magyar nyelvű Unciklopédia jelenlegi formáját Meskó Bertalan hozta létre 2006. július 22-én, az első cikkeket jobbára Wikipédisták írták saját maguk, illetve társaik cikkeinek paródiájaként, illetve a Wikipédia „Rossz viccek és egyéb törölt zagyvaságok” rovatának tartalmát töltötték át. Az Unciklopédia önmeghatározása a magyar Unciklopédiában:
- Itt kéne elmondanunk, Nyájas Olvasó, hogy mi is az Unciklopédia?
- De nem mondjuk el. Elég annyit tudnod, hogy az Unciklopédia az első magyar nyelvű Unciklopédia.
- Ha nem érted, mi van itt, hagyd el ezt a szájtot, mert nincs humorod. Amit annak hiszel, az nem az.

A magyar Unciklopédia szerkesztését egy kis lélekszámú, de nagyon lelkes szerkesztőcsapat végzi, melynek fő feladata, hogy kordában tartsa (és tűrhető színvonalon) a cikkekben megjelenő humoros tartalmakat.

## Fordítás
- Ez a szócikk részben vagy egészben  az   Uncyclopedia című angol Wikipédia-szócikk fordításán alapul.  Az eredeti cikk szerkesztőit annak laptörténete sorolja fel. Ez a jelzés csupán a megfogalmazás eredetét és a szerzői jogokat jelzi, nem szolgál a cikkben szereplő információk forrásmegjelöléseként.